# Alberto González Domínguez
Alberto González Domínguez (Buenos Aires, 1904 — Buenos Aires, 14 de setembro de 1982) foi um matemático argentino.
Sua área de trabalho foi análise, teoria das probabilidades e teoria quântica de campos.
González Domínguez obteve o doutorado em 1939 na Universidade de Buenos Aires, orientado por Julio Rey Pastor. No mesmo ano recebeu uma bolsa Guggenheim, e trabalhou durante dois anos com Jacob Tamarkin na Universidade Brown. González Domínguez passou a maior parte de sua vida como professor da Universidade de Buenos Aires.